# Brian O'Shea
Brian O'Shea (né le 9 décembre 1944) est un homme politique irlandais du Parti travailliste. Il est Teachta Dála (TD) pour la circonscription de Waterford de 1989 à 2011.

## Biographie
Brian O'Shea est né à Waterford et fait ses études au Mount Sion CBS, Waterford et au St Patrick's College de Dublin. Il travaille comme enseignant avant de se lancer en politique. Il est élu au conseil municipal de Tramore en 1979 et, en 1985, au conseil municipal de Waterford et au conseil du comté de Waterford. Il siège à ces autorités locales jusqu'en 1993.
Il se présente pour la première fois aux élections du Dáil Éireann aux élections générales de février 1982, mais sans succès. Il se présente de nouveau aux élections générales de novembre 1982 et 1987, mais n'est élu à aucune des deux occasions. O'Shea est élu au Seanad Éireann en 1987 au sein du panel industriel et commercial. Deux ans plus tard, aux élections générales de 1989, il est élu pour la première fois au Dáil Éireann pour la circonscription de Waterford.
En 1993, O'Shea est nommé ministre d'État au ministère de l'Agriculture et de l'Alimentation chargé de l'alimentation et de l'horticulture. En 1994, il est nommé ministre d'État au ministère de la Santé chargé du handicap mental, de la santé publique et de la sécurité alimentaire. Il est porte-parole du parti pour la Défense (1997-1998) ; Éducation; Arts, patrimoine, Gaeltacht et les îles ; Communications et sport (1998-2002) ; Affaires communautaires, rurales et Gaeltacht (2002-2007) ; et La défense et la langue irlandaise (2007-2011).
Il prend sa retraite de la politique lors des élections générales de 2011.